# Melichitona collaris
Melichitona collaris är en insektsart som först beskrevs av Jacobi 1917.  Melichitona collaris ingår i släktet Melichitona och familjen Flatidae. Inga underarter finns listade i Catalogue of Life.